# Maurice Vignerot
Maurice Marie Joseph Vignerot (Parigi, 25 novembre 1879 – Gap, 28 settembre 1953) è stato un giocatore di croquet francese.
Partecipò ai Giochi della II Olimpiade di Parigi nella gara di singolo, due palle, dove vinse la medaglia d'argento.

## Palmarès
| Anno | Manifestazione | Sede   | Evento             | Risultato |
| ---- | -------------- | ------ | ------------------ | --------- |
| 1900 | Olimpiadi      | Parigi | Singolo, due palle | Argento   |